# Armavia
Armavia (armeniska: Արմավիա) var ett flygbolag med sin bas vid Zvartnots internationella flygplats vid Zvartnots, nära Jerevan. Flygbolaget hade reguljära flygningar till olika orter i både Europa och Asien. 
Armavia bildades år 1996, men kommersiella flygningar till Moskva inleddes år 2001. År 2003 tog Armavia över det bankrutta flygbolaget Armenian Airlines flygningar, och stärkte då sin ställning som landets största flygbolag. 2005 transporterade flygbolaget 513 000 passagerare med över 550 anställda. Överskottet från år 2005 gav en vinst på närmare 90 miljoner $. År 2007 var passagerarsiffran 572 300, en ökning med 21% från året dessförinnan.
Flygbolaget ägdes till 100% av MIKA Armenia Trading. År 2010 reste över 800 000 personer med Armavia. 
Bolaget var länge olönsamt och tvingades i konkurs april 2013 på grund av ekonomiska svårigheter.